# Karmir Aghek
Karmir Aghek (in armeno Կարմիր Աղեկ?) è un comune di 214 abitanti (2001) della Provincia di Lori in Armenia.